# Copford
Copford is een civil parish in het bestuurlijke gebied Colchester, in het Engelse graafschap Essex met 1689 inwoners.